# Apocaroténal
L'apocaroténal est un apocaroténoïde, de synthèse ou obtenu à partir d’épinard ou de Citrus.
Sa dénomination précise est Trans-beta-apo-8'-carotenal.
Ce pigment donne une couleur rouge orangé utilisée dans l’alimentation comme colorant de code E160e, dans la pharmacie comme excipient ou en cosmétique...
Sa formule chimique brute est C30H40O.
L’ester éthylique de l’acide apocaroténique a été également utilisé comme colorant sous le numéro E160f, mais il est tombé en désuétude.